# Port-la-Nouvelle
Port-la-Nouvelle en idioma francés y oficial, La Novèla en occitano, es una localidad  y comuna francesa, situada en el departamento del Aude en la región administrativa de Languedoc-Rosellón y una importante estación balnearia con 15 km de playas.

## Cultura y productos
Es una comuna con grandes extensiones dedicadas al cultivo de cepas y vides,  es un centro de producción vinícola de vins de pays, equivalente a la categoría española de "vinos de la tierra" de la denominación de origen Vin de pays des Coteaux du Littoral Audois, establecida por Decreto 2000/848 del 1 de septiembre de 2000.